# Gunwinggu jezici
Gunwinggu jezici, porodica australskih jezika podijeljena na trinaest skupina s ukupno 24 jezika, to su: burarra (4) jezika; Djauan, jedan istoimeni jezik djauan [djn]; enindhilyagwa (3) jezika; Gagudjuan, jezik gagadu [gbu]; Gungaraganyan, jezik kungarakany [ggk]; gunwinggu (2) jezika; Mangarayski, jezik mangarayi [mpc]; maran (3) jezika; Ngalkbun, jezik ngalkbun [ngk]; rembargic (2) jezika; Wagiman, jezik wageman [waq]; Warayan, jezik waray [wrz]; yangmanic (3) jezika.

## Vanjske poveznice
- Ethnologue (14th)
- Ethnologue (15th)